# シャルロット・ド・ラ・マルク
シャルロット・ド・ラ・マルク（フランス語：Charlotte de La Marck, 1574年11月5日 - 1594年5月15日）は、スダン女公およびブイヨン女公（在位：1588年 - 1594年）。シャルロットの称号とスダン公国は、結婚によりラ・トゥール・ドーヴェルニュ家に引き継がれた。

## 生涯
ブイヨン公アンリ＝ロベール・ド・ラ・マルクとフランソワーズ・ド・ブルボンの娘である。兄のギヨーム＝ロベールが嗣子なく死去したため、シャルロットは1588年にブイヨン公位、スダン公位など、さまざまな称号の相続人になった。
シャルロットの結婚はアンリ4世によって取り決められた。夫アンリ・ド・ラ・トゥール・ドーヴェルニュはテュレンヌ子爵フランソワ3世とアンヌ・ド・モンモランシーの娘エレオノール・ド・モンモランシーの息子であった。夫妻は1591年11月19日に結婚した。結婚すると、夫はシャルロットの共同統治者となり、シャルロットの称号を名乗った。
シャルロットは息子を出産したが、その子はその日に亡くなり、シャルロット自身もその1週間後に亡くなった。シャルロットはスダンのサン・ローラン教会に埋葬された。
夫アンリ・ド・ラ・トゥール・ドーヴェルニュは後にブイヨン公領を自らのものと主張し、1676年に孫のゴドフロワ・モーリス・ド・ラ・トゥール・ドーヴェルニュが正式にブイヨンとスダンを手に入れた。マルク＝ブイヨン家はシャルロットの死とともに断絶した。